# Brendan Benson
 (février 2020).
Si vous disposez d'ouvrages ou d'articles de référence ou si vous connaissez des sites web de qualité traitant du thème abordé ici, merci de compléter l'article en donnant les références utiles à sa vérifiabilité et en les liant à la section « Notes et références ».
Pour les articles homonymes, voir Benson.
Brendan Benson est un chanteur, musicien et compositeur américain né le 14 novembre 1970 dans le Michigan. 
Aussi à l’aise à la guitare qu’à la basse, au clavier, au chant ou à la batterie, Brendan Benson est « un groupe a lui tout seul ». Il a, à ce jour[Quand ?], sorti trois albums solos. 
C’est également un membre du groupe The Raconteurs, mené par son cousin Jack White des White Stripes.
Les principales influences de Brendan Benson sont entre autres : The Cars, David Bowie, Electric Light Orchestra, Elvis Costello, The Kinks, Robyn Hitchcock, Paul McCartney et Todd Rundgren.

## One Mississippi
Son premier album, One Mississippi, sort en 1996 avec Virgin Records. 
L’album, sur lequel apparaissent diverses contributions de Jason Falkner, reçoit de nombreuses critiques positives. 
Cependant, les ventes ne sont pas suffisantes et Brendan Benson est renvoyé par Virgin. 
C’est un coup dur pour lui, il tombe dans une sorte de dépression et ne compose plus pendant six ans.

## Lapalco
Finalement, c’est en 2002 que Lapalco, deuxième album solo de Benson, paraît. Encore une fois, l’album est encensé par les critiques et le succès commercial commence à venir. Deux des chansons de Lapalco sont utilisées dans la série britannique Teachers (en) : Good To Me dans la saison 3 (chanson qui figure également sur la bande originale de la série) et Tiny Spark dans un épisode de la quatrième saison.
Tiny Spark a également permis à Brendan d’accroître sa réputation, se classant comme un hit dans la musique indie pendant quelque temps.
Pendant la tournée de cet album, Benson joue aux festivals de Reading et Leeds et termine le set de Leeds avec Jet Lag où il est rejoint par Meg White du groupe The White Stripes ainsi que des membres de The Datsuns et de Soledad Brothers.
En 2003, une ré-édition de Lapalco sort avec des pistes bonus dont l’EP de six titres Well Fed Boy (du nom du groupe qui accompagne Brendan sur scène à ce moment-là), où apparaissent des chansons démos issues d’une session avec Jason Falkner.
C’est également en 2003 que Benson sort un nouvel EP, Metarie, sur lequel on retrouve une reprise de Let Me Roll It, de Paul McCartney et les Wings.

## The Alternative To Love
2005 est l’année de sortie du troisième album solo de Brendan Benson : The Alternative To Love. La tournée se fait principalement aux États-Unis, au Royaume-Uni et en Europe. Brendan est accompagné de son nouveau groupe de scène : Stiff Tissues.
Spit It Out, premier single de l’album, fait déjà parler de lui à sa sortie mais c’est surtout la chanson Cold Hands (Warm Heart) qui va amener le succès. Utilisée dans de nombreuses publicités et séries télévisées, c’est à ce jour le plus gros hit de Brendan Benson.
Cet album est pour le moment la meilleure vente du musicien.

## The Raconteurs
À côté de ses projets solos, Brendan Benson fait également partie du groupe The Raconteurs, une collaboration avec son cousin Jack White de The White Stripes et de deux membres du groupe The Greenhornes : Jack Lawrence et Patrick Keeler. Le premier album, Broken Boy Soldiers, sort le 16 mai 2006 aux États-Unis avec, en premier single, Steady, As She Goes. Le second album, Consolers of the Lonely, est sorti le 25 mars 2008.

## De nos jours
Brendan vit actuellement à Nashville, dans le Tennessee. Il a travaillé comme producteur pour The Greenhornes, The Nice Device, The Mood Elevator (anciennement The Wellfed Boys) and The Waxwings (l’ancien groupe de Dean Fertita de Stiff Tissues).
Au début du mois de mars 2007, quelques démos de son nouvel album ont été mises en ligne sur son Myspace et sur Internet. Feel Like Taking You Home, Eyes On The Horizon, Lesson Learned et Untitled (qui s’appellerait peut-être en réalité Poisoned Mind) sont toujours en écoute sur son Myspace. D’autres chansons tel que Forget, Poised And Ready et Go Nowhere circulent sur le Net.
C’est Dean Fertita qui joue la partie piano sur toutes les nouvelles démos, Brendan s’occupant des autres instruments.
Après un problème avec la compagnie censée produire son nouvel album, Brendan Benson a dû trouver un autre label, ce qui a retardé l’enregistrement de son quatrième album. Il devrait cependant retourner en studio cet automne afin d’enregistrer ses nouvelles compositions.

## Discographie

### Albums solos
- One Mississippi (1996)
- Lapalco (octobre 2002)
- The Alternative To Love (mars 2005)
- My Old, Familiar Friend (2009)
- What Kind Of World (2012)
- You Were Right (2013)
- Dear Life (2020)

### Albums avec The Raconteurs
- Broken Boy Soldiers (16 mai 2006)
- Consolers of the Lonely (25 mars 2008)
- Help Us Stranger (Juin 2019)

### EP
- Folk Singer (22 avril 2002)
- Metarie (2003)

### Singles
- Tiny Spark (8 juillet 2002)
- Good To Me (28 octobre 2002)
- Metarie (14 avril 2003)
- Spit It Out (28 mars 2005)
- Cold Hands (Warm Heart) (4 juillet 2005)
- What I'm Looking For (7 novembre 2005)

### Brendan Benson
- (en) Site officiel
- (en) Myspace
- (en) VH1
- (fr) LastFM

### The Raconteurs
- (en) Site officiel
- (en) Myspace
- (fr) LastFM